# Allison Wagner
Allison Marie Wagner (Gainesville, 21 de julho de 1977) é uma nadadora norte-americana, ganhadora de uma medalha de prata em Jogos Olímpicos.
Foi recordista mundial dos 200 metros medley em piscina curta entre 1993 e 2008.
Se aposentou no ano 2000, tentando um retorno em 2006–2007.